# Canton d'Annonay-Nord
Le canton d'Annonay-Nord est une ancienne division administrative française située dans le département de l'Ardèche et la région Rhône-Alpes.
Ce canton a été supprimé par le redécoupage cantonal de 2014. Le nouveau canton d'Annonay-1 en reprend cependant l'ensemble des communes, plus celle de Savas.

## Représentation
| Période | Période | Identité          | Étiquette | Qualité |
| ------- | ------- | ----------------- | --------- | --- |
| 1973    | 1979    | Paul Ribeyre      | CNIP      | Sénateur (1959-1980) Conseiller général d'Annonay (1961-1973) Président du Conseil général (1967-1979) Président du Conseil régional de Rhône-Alpes (1974-1981) Maire de Vals-les-Bains (1943-1983) |
| 1979    | 1985    | Louis Levrault    | RPR       | Retraité |
| 1985    | 1998    | Dominique Chambon | UDF       | Avocat Conseiller municipal d'Annonay Conseiller régional |
| 1998    | 2015    | Denis Lacombe     | PS        | Contrôleur technique Conseiller municipal d'Annonay Ancien vice-président du Conseil général |

## Composition
Le canton d'Annonay-Nord se composait d’une fraction de la commune d'Annonay et de cinq autres communes. Il comptait 18 474 habitants (population municipale) au 1er janvier 2012.
| Nom                      | Code Insee | Intercommunalité       | Population (dernière pop. légale)              |
| ------------------------ | ---------- | ---------------------- | ---------------------------------------------- |
| Annonay (chef-lieu)      | 07010      | CA Annonay Rhône Agglo | Fraction : 9 511(2012) Commune : 16 302 (2014) |
| Boulieu-lès-Annonay      | 07041      | CA Annonay Rhône Agglo | 2 198 (2014)                                   |
| Davézieux                | 07078      | CA Annonay Rhône Agglo | 3 071 (2014)                                   |
| Saint-Clair              | 07225      | CA Annonay Rhône Agglo | 1 064 (2014)                                   |
| Saint-Cyr                | 07227      | CA Annonay Rhône Agglo | 1 330 (2014)                                   |
| Saint-Marcel-lès-Annonay | 07265      | CA Annonay Rhône Agglo | 1 433 (2014)                                   |

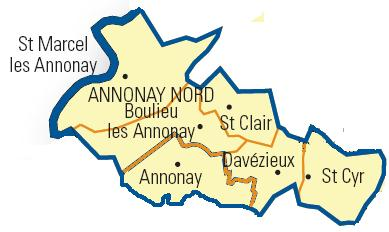
Carte du canton

## Démographie
| 1975 | 1982 | 1990   | 1999   | 2006   | 2011   | 2012   |
| ---- | ---- | ------ | ------ | ------ | ------ | ------ |
| -    | -    | 18 887 | 18 752 | 18 738 | 18 642 | 18 474 |